# Val Cannuta
Val Cannuta è la zona urbanistica 18B del Municipio Roma XIII di Roma Capitale.
Si estende in gran parte sul suburbio S. IX Aurelio e in minor parte sul quartiere Q. XXVII Primavalle.

## Storia
Prende il nome dalla via principale, istituita con delibera 4615 del 19 agosto 1937 rinominando la strada "Prima" della borgata Val Cannuta.
Al suo interno si trova il Forte Boccea e, in epoca di guerra fredda, la scuola di addestramento dell'organizzazione Gladio.

## Geografia fisica

### Territorio
La zona urbanistica confina:
- a nord-ovest con la zona urbanistica 18C Fogaccia
- a nord con la zona urbanistica 19B Primavalle
- a est con le zone urbanistiche 19F Pineto, 19A Medaglie d'Oro, 18D Aurelio Nord e 18A Aurelio Sud
- a sud con le zone urbanistiche 16B Buon Pastore e 16C Pisana
- a ovest con la zona urbanistica 18F Boccea